# Diego Rodríguez (calciatore 1995)
Diego Fernando Rodríguez López (Tegucigalpa, 6 novembre 1995) è un calciatore honduregno, difensore del Motagua e della nazionale honduregna.

## Statistiche

### Cronologia presenze e reti in nazionale
| Cronologia completa delle presenze e delle reti in nazionale ― Honduras | Cronologia completa delle presenze e delle reti in nazionale ― Honduras | Cronologia completa delle presenze e delle reti in nazionale ― Honduras | Cronologia completa delle presenze e delle reti in nazionale ― Honduras | Cronologia completa delle presenze e delle reti in nazionale ― Honduras | Cronologia completa delle presenze e delle reti in nazionale ― Honduras | Cronologia completa delle presenze e delle reti in nazionale ― Honduras | Cronologia completa delle presenze e delle reti in nazionale ― Honduras |
| Data                                                                    | Città                                                                   | In casa                                                                 | Risultato                                                               | Ospiti                                                                  | Competizione                                                            | Reti                                                                    | Note                                                                    |
| ----------------------------------------------------------------------- | ----------------------------------------------------------------------- | ----------------------------------------------------------------------- | ----------------------------------------------------------------------- | ----------------------------------------------------------------------- | ----------------------------------------------------------------------- | ----------------------------------------------------------------------- | ----------------------------------------------------------------------- |
| 24-3-2021                                                               | Barysaŭ                                                                 | Bielorussia                                                             | 1 – 1                                                                   | Honduras                                                                | Amichevole                                                              | -                                                                       |                                                                         |
| 28-3-2021                                                               | Salonicco                                                               | Grecia                                                                  | 2 – 1                                                                   | Honduras                                                                | Amichevole                                                              | 1                                                                       |                                                                         |
| 3-6-2021                                                                | Denver                                                                  | Honduras                                                                | 0 – 1                                                                   | Stati Uniti                                                             | CONCACAF Nations League 2019-2020 - Semifinale                          | -                                                                       | 57’ 65’                                                                 |
| 6-6-2021                                                                | Denver                                                                  | Honduras                                                                | 2 – 2 dts (5 – 4 dtr)                                                   | Costa Rica                                                              | CONCACAF Nations League 2019-2020 - Finale 3º posto                     | -                                                                       | 78’                                                                     |
| 12-6-2021                                                               | Atlanta                                                                 | Messico                                                                 | 0 – 0                                                                   | Honduras                                                                | Amichevole                                                              | -                                                                       |                                                                         |
| 13-7-2021                                                               | Houston                                                                 | Honduras                                                                | 4 – 0                                                                   | Grenada                                                                 | Gold Cup 2021 - 1º turno                                                | -                                                                       | 79’                                                                     |
| 17-7-2021                                                               | Houston                                                                 | Panama                                                                  | 2 – 3                                                                   | Honduras                                                                | Gold Cup 2021 - 1º turno                                                | -                                                                       | 90+4’                                                                   |
| 21-7-2021                                                               | Houston                                                                 | Honduras                                                                | 0 – 2                                                                   | Qatar                                                                   | Gold Cup 2021 - 1º turno                                                | -                                                                       | 61’                                                                     |
| 24-7-2021                                                               | Glendale                                                                | Messico                                                                 | 3 – 0                                                                   | Honduras                                                                | Gold Cup 2021 - Quarti di finale                                        | -                                                                       | 78’                                                                     |
| 2-9-2021                                                                | Toronto                                                                 | Canada                                                                  | 1 – 1                                                                   | Honduras                                                                | Qual. Mondiali 2022                                                     | -                                                                       |                                                                         |
| 8-9-2021                                                                | San Pedro Sula                                                          | Honduras                                                                | 1 – 4                                                                   | Stati Uniti                                                             | Qual. Mondiali 2022                                                     | -                                                                       |                                                                         |
| 7-10-2021                                                               | San Pedro Sula                                                          | Honduras                                                                | 1 – 1                                                                   | Costa Rica                                                              | Qual. Mondiali 2022                                                     | -                                                                       |                                                                         |
| 12-11-2021                                                              | San Pedro Sula                                                          | Honduras                                                                | 2 – 3                                                                   | Panama                                                                  | Qual. Mondiali 2022                                                     | -                                                                       | 75’                                                                     |
| 16-1-2022                                                               | Fort Lauderdale                                                         | Colombia                                                                | 2 – 1                                                                   | Honduras                                                                | Amichevole                                                              | -                                                                       | 72’                                                                     |
| 27-1-2022                                                               | San Pedro Sula                                                          | Honduras                                                                | 0 – 2                                                                   | Canada                                                                  | Qual. Mondiali 2022                                                     | -                                                                       | 60’                                                                     |
| 2-2-2022                                                                | Saint Paul                                                              | Stati Uniti                                                             | 3 – 0                                                                   | Honduras                                                                | Qual. Mondiali 2022                                                     | -                                                                       | 46’                                                                     |
| Totale                                                                  |                                                                         | Presenze                                                                | 16                                                                      |                                                                         | Reti                                                                    | 1                                                                       |                                                                         |